# Aeon (группа)
Aeon — шведская дэт-метал-группа, образованная в 1999 году. Группа выпустила свой дебютный альбом, Dark Order, в мае 2001 года, в него вошло 6 композиций. Следующий альбом — Bleeding the False, был выпущен лишь в 2005 году, а третий альбом — Rise to Dominate, выпускался звукозаписывающим лейблом MetalBlade Records в 2007 году. Четвертый альбом группы —  Path of Fire, был выпущен в мае 2010 года. Свой последний альбом Aeons Black группа выпустила 20 ноября 2012 года.
Согласно AllMusic , Aeon играет «необычайно интенсивный, технически продвинутый, высокоскоростной дэт-метал».

## История

### Bleeding the False(1999–2005)
Aeon была основана в шведском городе Эстерсунд в 1999 году вокалистом Томми Дальстремом, гитаристами Себастьяном Нильссоном и Морганом Нордбакком, басистом Йоханом Хьельмом и барабанщиком Артту Малки из недавно распавшейся группы Defaced Creation. В том же году было записано демо, включающее песни «Return of Apolluon», «Eternal Hate», «With Blood they Pay», «The Awakening», «Bloodlust» и «Hell Unleashed». В 2001 году на лейбле Necropolis был выпущен EP Dark Order с тем же трек-листом, что и демо. В 2002 году, после того, как Малки покинул группу, к Aeon присоединился Нильс Фьеллстрем, и они начали работать над студийным альбомом Bleeding the False, который был выпущен в сентябре 2005 года через лейбл Unique Leader.

### Rise to DominateиPath of Fire(2006–2011)
В апреле 2006 года группа гастролировала с Cannibal Corpse по Европе, а в июле подписала контракт с Metal Blade Records. Хьельм покинул Aeon в середине года, а Макс Карлберг занял его должность в сентябре. Второй полноформатный альбом Rise to Dominate был записан в апреле 2007 года в Empire Studio, сведен Даном Сванё в Unisound Studios и выпущен в сентябре 2007 года. В 2008 году Aeon приступили к работе над следующим студийным альбомом. В январе 2009 года группа гастролировала по Европе с Hate Eternal, Misery Index и See You Next Monday. В сентябре Карлберг ушел, и его заменил Виктор Брандт из Satyricon. Впоследствии группа записала свой третий студийный альбом Path of Fire в Empire Studio. Альбом был микширован Эриком Рутаном на студии звукозаписи Mana в Сент-Питерсберге, Флорида, и выпущен выпущен 21 мая 2010 года в Европе и 25 мая в США на лейбле Metal Blade Records.

## Состав
- Tommy Dahlström — вокал (с 1999)
- Sebastian «Zeb» Nilsson — гитара, бэк-вокал (с 1999)
- Daniel Dlimi — ритм-гитара (с 2001)
- Marcus Edvardsson — бас-гитара (с 2010)
- Arttu Malkki — ударные (1999—2002, с 2010)

## Дискография
- God Ends Here (2021)
- Aeons Black (2012)
- Path of Fire (2010)
- Rise to Dominate (2007)
- Bleeding The False (2005)
- Dark Order (EP) (2001)